# Кар'єр (зупинний пункт, Львівська залізниця)
Кар'є́р — пасажирський залізничний зупинний пункт Ужгородської дирекції Львівської залізниці.
Розташований у селі Веряця (поруч щебеневий кар'єр), Виноградівський район Закарпатської області на лінії Батьово — Солотвино І між станціями Королево (3 км) та Рокосів (6 км).
Станом на серпень 2019 року щодня чотири пари дизель-потягів прямують за напрямком Батьово — Дяково/Солотвино I.